# Die vier Jahreszeiten

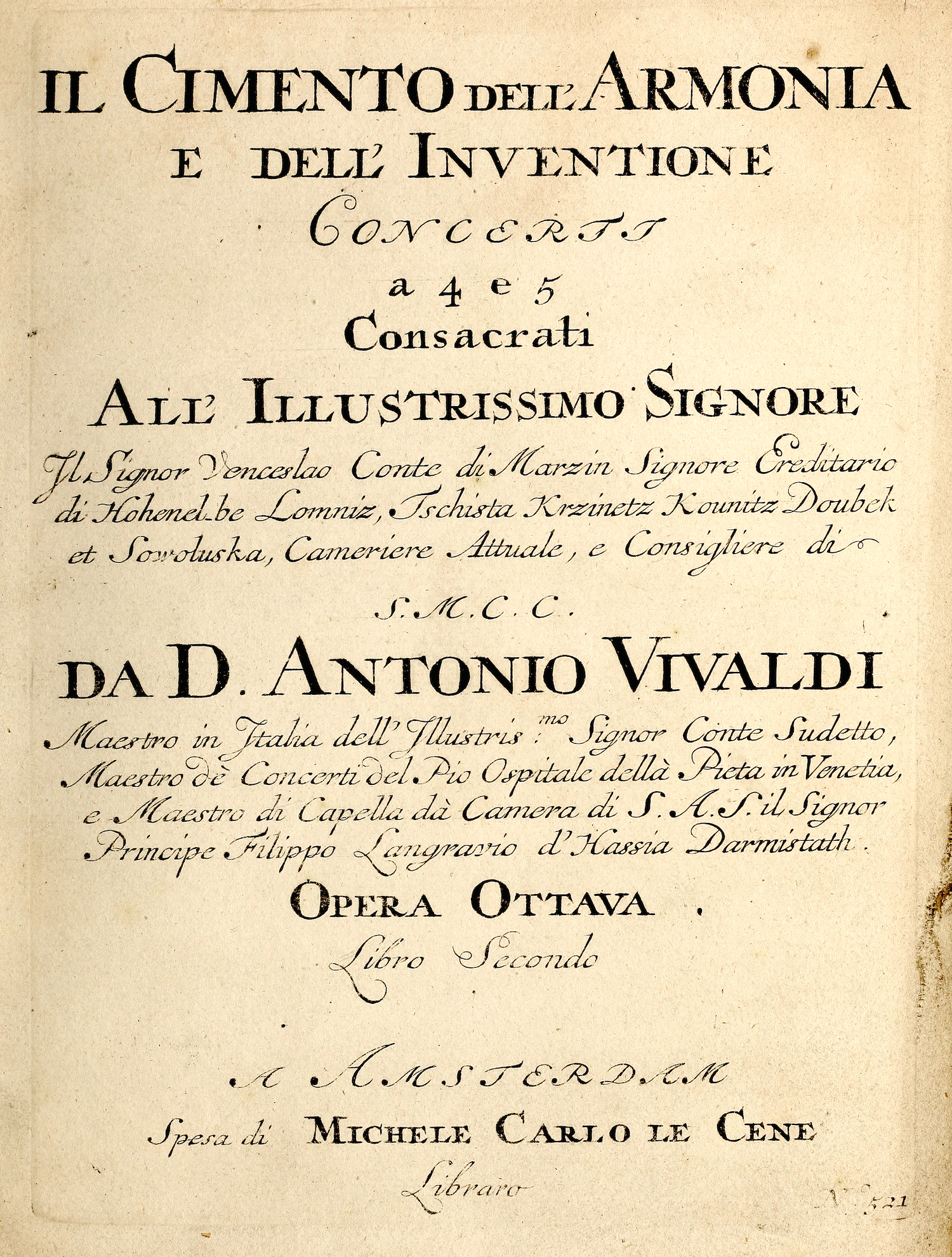
„Il cimento dell’armonia e dell’invenzione, op.8“ Titelseite veröffentlicht von Michel-Charles Le Cène, Amsterdam.

Die vier Jahreszeiten op. 8 (italienisch Le quattro stagioni) ist der Titel einer Sammlung von vier Violinkonzerten aus dem Jahr 1725 und ist das wohl bekannteste Werk von Antonio Vivaldi. Es handelt sich um Programmmusik: Jedes Konzert porträtiert eine Jahreszeit. Dazu ist in der Solostimme den einzelnen Konzerten ein – vermutlich von Vivaldi selbst geschriebenes – Sonett vorangestellt; im Verlauf werden dann die verbalen Beschreibungen in allen Einzelstimmen an den entsprechenden Stellen zitiert.
Vivaldi hatte bereits zuvor immer wieder mit außermusikalischen Programmen experimentiert, die sich häufig in seinen Titeln niederschlagen; die genaue Ausdeutung einzelner Details ist aber für ihn ungewöhnlich. Seine Erfahrung als virtuoser Geiger erlaubte ihm den Zugriff auf besonders wirkungsvolle Spieltechniken; als Opernkomponist hatte er einen starken Sinn für Effekte entwickelt – beides kam ihm hier zugute.
Wie der Titel bereits nahelegt, werden vor allem Naturerscheinungen imitiert – sanfte Winde, heftige Stürme und Gewitter sind Elemente, die in allen vier Konzerten auftreten. Hinzu kommen verschiedene Vogelstimmen und sogar ein Hund, weitere menschliche Betätigungen wie etwa die Jagd, ein Bauerntanz, das Schlittschuhlaufen einschließlich Stolpern und Hinfallen bis hin zum schweren Schlaf eines Betrunkenen.
Das Werk ist in zwei Druckausgaben erhalten, die in Amsterdam und Paris erschienen. Die fünf Stimmhefte sind bezeichnet mit „Violino Principale“, „Violino Primo“, „Violino Secondo“, „Alto Viola“, „Violoncello e organo“.

## Entstehung und musikalische Form
Vivaldi veröffentlichte diese vier Konzerte 1725 zu Beginn seiner Sammlung Op. 8 unter dem Titel Il cimento dell’armonia e dell’inventione (damalige Schreibweise, heute: invenzione, „Das Wagnis von Harmonie und Erfindung“). Auch andere Konzerte dieser Sammlung enthalten poetische Programme, darunter die Konzerte mit den Nummern 5 (La tempesta di mare, „Der Sturm auf dem Meer“), 6 (Il piacere, „Das Vergnügen“) und 10 (La caccia, „Die Jagd“).
Zu diesem Zeitpunkt hatte sich seine Konzertform bereits zur Dreisätzigkeit standardisiert. Der Reiz der Vier Jahreszeiten liegt auch in dem Widerspruch eines dramatischen, außermusikalischen Programms einerseits und den rein musikalischen Anforderungen nach Proportion und Balance andererseits; Vivaldi kommt in den zwölf Einzelsätzen zu sehr unterschiedlichen Lösungen.
So sind die ersten Sätze jeweils auf einem – auf verschiedenen Stufen wiederkehrenden und dann oft stark gekürzten – Ritornell aufgebaut, mit dazwischen angeordneten modulierenden Solo-, aber auch ausgedehnteren Tuttipassagen. Durch das poetische Programm bedingt, haben nicht nur die Soloabschnitte einen sehr unterschiedlichen Charakter, Vivaldi sah sich in einigen Konzerten auch gezwungen, das Ritornell nicht nur stark zu variieren, sondern manchmal auch im Laufe eines Satzes durch ganz anderes Material zu ersetzen (Der Sommer) oder es auch erst allmählich entstehen zu lassen (Der Winter).
Den zweiten Satz bildet normalerweise eine Arie, bei Vivaldi meist zweiteilig. Der erste Teil moduliert in die Dominante oder die parallele Durtonart, der etwa gleich lange zweite Teil stellt eine variierte Wiederholung dar und moduliert zurück. Begleitet wird die Solomelodie durch ein durchgehendes Motiv im Orchester, das ebenfalls durch das Sonett inspiriert ist.
Der Schlusssatz trägt meist stilisierte tänzerische Züge, unterscheidet sich vom ersten immer in der Taktart (typischerweise Dreier- statt Vierertakt) und bringt tendenziell das Ritornell auf weniger Stufen, beispielsweise rondoartig immer nur in der Tonika. Allgemein sind diese Sätze weniger aufwendig gehalten; dieser Tendenz folgend, malen sie in den Vier Jahreszeiten das Programm auch weniger detailliert aus und stellen eher in ihrer Gesamtheit eine allgemeine Situation dar (wie etwa „Tanz“ oder „Gewitter“).
Ein typisches dramaturgisches Merkmal von Vivaldis Musik sind die langen Orgelpunkte, auf denen die Harmonie geradezu eingefroren wirkt, bevor sie sich plötzlich in Bewegung setzt; derartige Effekte sind in allen Konzerten immer wieder besonders in den Solopassagen zu beobachten.

## Die Einzelkonzerte

### La primavera– Der Frühling, Op. 8 Nr. 1, RV 269
Sätze
1. Allegro 4/4 E-Dur
2. Largo e pianissimo sempre 3/4 cis-Moll
3. Allegro 12/8 E-Dur
Musik
Das  bekannte Thema des ersten Satzes besteht aus zwei kurzen Abschnitten, die jeweils piano wiederholt werden. Dann stellt gleich das erste Solo nicht die Solovioline in den Vordergrund, sondern ein Trio gleichberechtigter Violinen, die über einem latenten E-Dur-Akkord das Durcheinanderzwitschern verschiedener Vogelarten sehr plastisch darstellen. Zwischen den nächsten beiden Kurzritornellen gibt es eine längere Tuttipassage, die das Murmeln der Quellen und sanfte Winde veranschaulicht und in die Dominanttonart moduliert, bis plötzlich ein Frühlingssturm losbricht, mit Donner im ganzen Orchester und hochvirtuosen Blitzen der Solovioline. In der parallelen Molltonart folgt nun eine kurze Wiederaufnahme des Violintrios mit anderen Vogelstimmen und die zweite Hälfte des Themas; ein weiteres kurzes Solo führt dann in das abschließende Ritornell.
Der zweiteilige langsame zweite Satz spielt auf die barocke Tradition der Schäferdichtung an und porträtiert einen schlafenden Hirten. Die begleitenden Geigen malen das Blätter- und Gräserrauschen; im Hintergrund das müde Bellen des Hirtenhundes.
Der Schlusssatz stellt einen Tanz von Nymphen und Schäfer dar (Danza pastorale, „Hirtentanz“); Vivaldi nutzt ausnehmend traditionelle Dudelsackeffekte und immer wieder ungewöhnlicherweise manchmal auch Chromatik in den Basslinien und Vorhaltbildungen in den Oberstimmen, die einen emotional-rührenden Effekt bewirken.

### L’estate– Der Sommer, Op. 8 Nr. 2, RV 315
Sätze
1. Allegro non molto 3/8 g-Moll
2. Adagio 4/4 g-Moll
3. Presto 3/4 g-Moll
Musik
Die matten, schleppenden Akkorde des Themas sind auch für den heutigen Hörer als Darstellung extremer Hitze nachvollziehbar und bauen eine Spannung auf, die sich urplötzlich in einem virtuosen Solo entlädt. Hier ist der Kuckuck zu hören, später dann auch Taube und Distelfink. Die liegende Harmonik verdeutlicht das endlose Warten der Natur auf etwas Kühlung. Da sind auf einmal leichte Zephyrwinde zu spüren; sie kommen aber nur langsam in Gang, bis schlagartig der eisige Nordwind Boréas losbricht. Pianissimo nun noch einmal ein paar Takte des Anfangsritornells auf der Dominante, als sei die Hitze nun plötzlich weit entfernt, und wieder hören wir den Hirten über sein Schicksal klagen, bis der kalte Sturm wiederkommt und alles hinwegfegt.
Entgegen allen Konventionen führt dieser Satz also etwa in der Mitte ein neues Ritornell ein, das kaum einen größeren Gegensatz zum ursprünglichen haben könnte, und beendet den Satz auch damit. Diese ungewöhnliche Verfahrensweise bringt ein starkes dramatisches Element, denn dieses Motiv des alles vernichtenden Orkans, vor dem nichts sicher ist, wird sich nun auch durch den Rest des Konzerts ziehen.
So porträtiert der langsame Satz einen sehr unruhigen Schläfer, der von Mückenschwärmen geplagt wird; alle paar Takte schreckt ihn das drohende Gewitter auf. Dass dieser Satz nicht in der Paralleltonart steht, verstärkt das Gefühl, nur eine Überleitung zu sein, bis dann das Gewitter endlich tatsächlich losbricht.
Das Tongemälde des Gewitters im letzten Satz besteht auf einer rein musikalischen Ebene nur aus virtuosen Tonleitern, Akkordbrechungen und Tonrepetitionen, die nur in der Mitte einmal zu etwas Themenähnlichem gerinnen, das aber ebenfalls sofort wieder zerfällt.

### L’autunno– Der Herbst, Op. 8 Nr. 3, RV 293
Sätze
1. Allegro 4/4 F-Dur
2. Adagio 3/4 d-Moll
3. Allegro 3/8 F-Dur
Musik
Das Ritornell ähnelt deutlich dem des Frühlings, doch die Schlichtheit ist hier schon fast eine Karikatur – es handelt sich um ein bäuerliches Trinklied in einfachster Harmonisierung. Übermütig wiederholt es die Sologeige mit gefährlichen Doppelgriffen, bis der Chor wieder einfällt. Inzwischen ist mehr Wein geflossen, die Sprünge werden höher, die Kunststückchen schwieriger und die Einfälle zusammenhangsloser. Nur das Trinklied in verschiedenen Tonarten und Abwandlungen kann noch einen Rest von Ordnung in das Geschehen bringen. Schließlich bekommt der Solist einen Schluckauf und schläft dann einfach ein (piano e larghetto). Motivische wie harmonische Entwicklung kommen nach und nach zum Stillstand. Vielleicht mehr als Reminiszenz an die Konvention schließt der Satz mit dem unveränderten Ritornell.
Der langsame Satz verzichtet ganz auf solistische Stellen und bildet eine großangelegte, oft überraschende Akkordstudie, aus der sich allmählich eine fahle Melodie der ersten Geige herausschält – laut Programm ein mildes Lüftchen, das die kraftlosen Trinker im Schlaf umschmeichelt.
Geradezu verpflichtend für eine barocke Herbstmusik ist das Motiv der Jagd, das nun den Schlusssatz eröffnet. Ein stilisierter Dreiertakt mit Hörnerklang, aber Vivaldi zeigt auch Details: Wir hören Gewehrschüsse, die vom Echo zurückgeworfen werden, und die aufgeregten Versuche des Tiers, zu entkommen. Das Tier wird matter und matter und bricht schließlich zusammen – triumphierend beschließt das Hornritornell die Jagd.

### L’inverno– Der Winter, Op. 8 Nr. 4, RV 297
Sätze
1. Allegro non molto 4/4 f-Moll
2. Largo 4/4 Es-Dur
3. Allegro 3/8 f-Moll
Musik
Starre repetierte Staccati eröffnen das vierte Konzert und bauen sofort einen dissonanten Septakkord auf, der die charakteristische kältestarrende, zitternde Atmosphäre hervorruft. Die virtuose Solovioline unterbricht mit „erbarmungslosem“ Wind; erst nach einem Drittel des Satzes formt sich in der Kälte ein echtes Ritornell aus, das laut Vivaldi Füßestampfen darstellt und den Satz auch beschließen wird. Das Anfangsmotiv repetierter Achtel bleibt aber ständig präsent; es beschleunigt sich sogar auf Sechzehntel und bildet nun Zähneklappern ab.
Der zweiteilige Mittelsatz ist wohl der zugänglichste und formal geschlossenste des Zyklus: Er zeigt die Behaglichkeit und Wärme am Kamin, während „draußen“ der Regen an die Scheibe pocht (im Pizzicato der Geigen). Der Gegensatz zwischen der Welt im Haus und der unwirtlichen Natur draußen könnte kaum größer sein.
Im Schlusssatz zieht ein Eisläufer seine Kreise; andere Menschen gehen vorsichtiger und setzen in der Glätte bedächtig die Schritte voreinander, bis plötzlich doch jemand hinfällt. Der Eisläufer aber läuft weiter und zeigt immer virtuosere Figuren, bis das Eis schließlich bricht. Wieder zu Hause, hören wir den Scirocco von fern durch die geschlossene Tür, bis urplötzlich wieder der Sturm losbricht – Scirocco und Boréas vereinigen sich und fegen alles hinweg.
Das Sonett schließt: „So ist der Winter. Doch bringt er auch Freude.“ – Die angedeuteten Freuden hat Vivaldi offenbar in der heimeligen und poetischen Atmosphäre des zweiten Satzes dargestellt.